# U.S. Indoor National Championships 1973
Lo U.S. Indoor National Championships 1973 è stato un torneo giocato a Salisbury sul cemento indoor. È stata la 72ª edizione del Torneo di Salisbury, facente parte dello USLTA Indoor Circuit 1973.

## Campioni

### Singolare maschile
Jimmy Connors ha battuto in finale  Karl Meiler con il punteggio di 6–2, 4–6, 7–6(0), 6(2)–7, 6–3

### Doppio maschile
Clark Graebner /  Ilie Năstase hanno battuto in finale  Jürgen Fassbender /  Juan Gisbert con il punteggio di 6–2, 6–4